# Фатіма Баньєс
Марія Фатіма Баньес Гарсія (ісп. María Fátima Báñez García; нар. 6 січня 1967, Сан-Хуан-дель-Пуерто) — іспанський політик, член Народної партії. З 22 грудня 2011 обіймає посаду міністра праці і соціального страхування Іспанії в уряді Маріано Рахоя.

## Біографія
Баньес отримала юридичну та економічну освіту. У 1997–2000 роках працювала в андалуській телерадіомовній компанії Radio y Televisión de Andalucía (RTVA). З 2000 року є депутатом нижньої палати іспанського парламенту від Уельви.